# Ján Mikolaj
Ján Mikolaj (* 19. Oktober 1953 in Bratislava) ist ein slowakischer Politiker. Er ist Mitglied der SNS.

## Leben
Mikolaj wurde im slowakischen Kabinett, das nach den Wahlen von 2006 unter der Führung von Robert Fico gebildet wurde, als Minister für Erziehung und Vize-Premierminister tätig. Im März 2010 übernahm er auch das Amt des Bauministers, das er bis Juli 2010 innehatte. Nach den Parlamentswahlen 2010 wurde er als Abgeordneter der Nationalpartei in den Nationalrat gewählt und dort stellvertretender Vorsitzender der Kommission für Ausbildung, Jugend, Wissenschaft und Sport.